# Черкаський планетарій
49°26′49″ пн. ш. 32°03′42″ сх. д. / 49.44694444° пн. ш. 32.06166667° сх. д.
Черкаський планетарій  — планетарій у місті Черкаси. Відкрився 15 серпня 1961 року.

## Опис
Черкаський планетарій розташований за адресою: вул. Байди Вишневецького, 14 м. Черкаси-18000, Україна.
Заклад міститься в будинку, який на початку ХХ століття належав грабарю Лисаку, потім тут були майстерні трудової школи №1, а в 1930—1934 рр. — шляховий технікум, згодом неповна середня школа №15.
Черкаський планетарій є освітнім та екскурсійним об'єктом міста, розрахований, як і решта подібних закладів, переважно на аудиторію дітей шкільного віку. Під його куполом можна побачити імітацію космічних явищ — падаючі зорі, полярне сяйво, комети і навіть затемнення Сонця, а також здійснити невелику уявну «космічну подорож». У стінах планетарію демонструються змінні програми.
У 2000-х роках планетарій перестав функціонувати. У 2021 році будівля, в якій розташовано планетарій, була продана будівельній компанії «Надія»..